# Blondel de Nesle
Blondel de Nesle (ur. w końcu XII w. w Nesle, Pikardia) – truwer, autor ok. 25 pieśni miłosnych. Legendarny minstrel Ryszarda Lwie Serce.
Identyfikowany z Janem I z Nesle bądź z jego synem Janem II.